# Herr von Coucy
Herr von Coucy ist ein Adelstitel, der sich auf Coucy in der Picardie bezieht und mit dem Besitz der Burg Coucy verbunden war. Die Träger dieses Titels gehörten zunächst ab dem späten 11. Jahrhundert dem Adelsgeschlecht Boves (teils auch Haus Coucy genannt), ab dem frühen 14. Jahrhundert dann dem Adelsgeschlecht Gent an:

## Titelträger

### Boves
- Enguerrand I. de Coucy (* ca. 1069, † um 1116/1118) brachte durch die Heirat mit Ada de Marle, geschiedene Ehefrau von Albéric, die Herrschaft von Coucy in seinen Besitz
- Thomas de Coucy (auch: Thomas de Marle; um 1073–1130), Sohn von Enguerrand I., war ein Herr (Sire) von Coucy, Boves, La Fère, Vervins, Crépy, Pinon und Marle
- Enguerrand II. de Coucy (um 1110–um 1147/49), Sohn von Thomas de Coucy/de Marle
- Raoul I. de Coucy (* nach 1142; † November 1191), Sohn von Enguerrand II., Herr (Sire) von Coucy, Marle, Vervins, Pinon, Crépy, Crécy und La Fère
- Enguerrand III. de Coucy (1182–um 1242), Sohn von Raoul I., Herr der Baronie Coucy in der Picardie (Nordfrankreich), Erbauer der größten Burganlage Europas
- Raoul II. de Coucy († 1250), Sohn von Enguerrand III., Herr von Coucy, Marle und La Fère
- Enguerrand IV. de Coucy († 1310), Sohn von Enguerrand III und jüngerer Bruder von Raoul II.

### Gent
- Enguerrand V. de Coucy, Neffe von Enguerrand IV., aus dem Haus Gent
- Guillaume I. de Coucy, Sohn von Enguerrand V.
- Enguerrand VI. de Coucy (1313–1346), Sohn von Guillaume I.
- Enguerrand VII. de Coucy (1340–1397), Sohn von Enguerrand VI.
- Marie de Coucy (* April 1366 in Coucy; † 1405), Tochter von Enguerrand VII., Herrin von Coucy und Gräfin von Soissons, ⚭ Heinrich von Bar (Haus Scarponnois), verkaufte im Jahr 1400 die Burg Coucy an den Herzog Ludwig von Orléans.